# Parafia św. Antoniego Padewskiego i św. Jana Chrzciciela w Łodzi
Parafia pw. Świętego Antoniego Padewskiego i Świętego Jana Chrzciciela w Łodzi – parafia rzymskokatolicka znajdująca się w archidiecezji łódzkiej w dekanacie Łódź-Radogoszcz.
Erygowana w 1902. Mieści się przy ulicy Okólnej. Liczba wiernych – ok. 2800. Kościół parafialny wybudowany w latach 1701–1723.

## Grupy parafialne
Asysta parafialna, Franciszkański Zakon Świeckich, Grupa Ewangelizacyjna, ministranci, schola, Stowarzyszenie Przyjaciół Klasztoru im. bł. Rafała Chylińskiego, Żywa Róża

## Kaplice na terenie parafii
- Kaplica filialna pw. Niepokalanego Poczęcia NMP, ul. Krecia 37
- Kaplica w Wyższym Seminarium Duchownym Ojców Franciszkanów
- Kaplica w klasztorze
- Kaplica rektoralna Księży Salezjanów pw. św. Dominika Savio, ul. Łagiewnicka 76